# Calliclava albolaqueata
Calliclava albolaqueata is een slakkensoort uit de familie van de Drilliidae. De wetenschappelijke naam van de soort is voor het eerst geldig gepubliceerd in 1865 door Carpenter.